# Масляногорское муниципальное образование
Масляногорское муниципальное образование — муниципальное образование со статусом сельского поселения в Зиминском районе Иркутской области России.
Административный центр — посёлок Масляногорск.

## Население
| 2010 | 2011 | 2012 | 2013 | 2014 | 2015 | 2016 |
| ---- | ---- | ---- | ---- | ---- | ---- | ---- |
| 870  | ↘869 | ↘849 | ↘830 | ↘811 | ↘808 | ↘805 |
| 2017 |      |      |      |      |      |      |
| ↘787 |      |      |      |      |      |      |

По результатам Всероссийской переписи населения 2010 года
численность населения муниципального образования составила 870 человек, в том числе 431 мужчина и 439 женщин.

## Населённые пункты
В состав муниципального образования входят населенные пункты
- Масляногорск
- Верхнеокинский
- Осиповский
- Успенский 1-й
- Новолетники
- Успенский 3-й

Исчезнувшие населённые пункты:
- Левый Сарам[11]
- Успенский 2-й
- Улус
- Сотники[12][13]
- Буинский
- Виноградовск
- Григорьевск
- Кармановский
- Михайловский[14]

## История
В ноябре 2018 года в Масляногорское муниципальное образование было включено упразднённое Новолетниковское муниципальное образование (населённые пункты Новолетники и Успенский 3-й).